# Ipomoea tropica
Ipomoea tropica är en vindeväxtart som beskrevs av Hermenegild Santapau och Patel. Ipomoea tropica ingår i släktet praktvindor, och familjen vindeväxter. Inga underarter finns listade i Catalogue of Life.